# María Consuelo Huertas
María Consuelo Huertas Calatayud, dite Xelo Huertas, née le 2 septembre 1959 à Palma de Majorque, est une femme politique espagnole membre de Podemos.
Elle préside le Parlement des îles Baléares entre 2015 et 2017.

## Biographie

### Profession
Elle est titulaire d'une licence en sciences politiques, obtenue à l'université des îles Baléares. Elle travaille, depuis 1990, comme fonctionnaire à la mairie de Marratxí.

### Carrière politique
Elle milite d'abord au sein du PSOE des îles Baléares. En 2012, elle quitte son parti pour militer dans la plateforme des victimes du crédit hypothécaire. En 2014, elle intègre Podemos. Elle est élue députée au Parlement des îles Baléares lors des élections régionales du 24 mai 2015.
Le 18 juin 2015, en vertu d'un accord avec les autres partis de gauche et nationalistes, elle est élue présidente du Parlement. Mise en cause dans une affaire de corruption, elle est expulsée du groupe parlementaire Podemos le 5 décembre 2016. En passant au sein du groupe mixte, elle perd de manière automatique l'ensemble de ses fonctions au sein du parlement. Elle est donc destituée de la présidence le 25 janvier 2017 et est ainsi remplacée par Baltasar Picornell.